# ريانو
ريانو؛ بلدة من أعمال مدينة تورينو في منطقة بيدمونت الإيطالية. وتقع على بعد قرابة 20 كيلومتر (12 ميلًا) غرب تورين. تتشارك في حدودها مع بلدات أفيليانا وروستا وبوتيجلييرا ألتا وفيلارباس وترانا وسانغانو.